# Kosmonavt Jurij Gagarin
Kosmonavt Jurij Gagarin (rusky Космонавт Юрий Гагарин) byla vědecko-výzkumná loď Akademie věd Sovětského svazu, největší ve své třídě, určená pro udržování spojení spojení s umělými kosmickými tělesy. Pojmenovaná je podle Jurije Gagarina, prvního člověka ve vesmíru.
Loď byla postavena roku 1971 v Leningradě na základě tankeru projektu 1552. Obsluhovalo ji 140 mužů posádky, pracovalo na ní 215 členů vědeckého a technického personálu.
V letech 1971–1991 podnikla 20 cest do Atlantského oceánu. Loď udržovala spojení s kosmickými loděmi, stanicemi, družicemi a sondami.
Po rozpadu Sovětského svazu přešla do majetku ministerstva obrany Ukrajiny, které pro ni nemělo využití. Nakonec ji roku 1996 prodalo do šrotu.